# Orca-Klasse (2003)
Die Orca-Klasse ist eine aus zwei Einheiten bestehende Ro-Ro-Schiffsklasse der US-amerikanischen TOTE Group. Sie werden von TOTE Maritime Alaska im Liniendienst zwischen Tacoma in Washington und Anchorage in Alaska eingesetzt.

## Geschichte
Die am 6. Dezember 1999 bestellten Schiffe wurde auf der Werft National Steel and Shipbuilding Company in San Diego gebaut. Der Bau des Typschiffs begann mit dem ersten Stahlschnitt am 4. Juni 2001. Die Schiffe wurden im April bzw. August 2003 fertiggestellt.

## Beschreibung
Die Schiffe werden diesel-/gaselektrisch durch zwei als Synchronmotoren ausgelegte Alstom-Elektromotoren mit jeweils 19,75 MW Leistung angetrieben. Die Motoren treiben zwei Propeller an.
Für die Stromerzeugung stehen vier MAN-Dieselmotoren des Typs 9L58/64 mit jeweils 12.600 kW Leistung und zwei MAN-Dieselmotoren des Typs 9L27/38 mit jeweils 900 kW Leistung zur Verfügung. Die Schiffe wurden um 2020 in mehreren Schritten für den Betrieb mit Flüssigerdgas umgebaut und die Dieselmotoren des Typs 9L58/64 zu Dual-Fuel-Dieselmotoren umgerüstet. Die Umrüstung der beiden Schiffe war zunächst für 2017 und 2018 geplant. Nach dem Untergang der El Faro Anfang Oktober 2015 wurden die Arbeiten verschoben – die El Faro war als Ersatzschiff für die Zeit der Umrüstung vorgesehen. Für das Flüssigerdgas wurden hinter den Decksaufbauten zwei jeweils 1100 m³ fassende Tanks installiert. Hintergrund für den Antrieb mit Flüssigerdgas war die Einrichtung von ECA-Zonen mit verschärften Grenzwerten für Emissionen vor den nordamerikanischen Küsten.
Die Schiffe verfügen über mehrere Ro-Ro-Decks, die sich über sechs Decks verteilen. Die Ro-Ro-Decks sind über interne Rampen an Bord miteinander verbunden. Auf dem größten Teil der Ro-Ro-Decks können Trailer und Lkw befördert werden. Lediglich das Deck auf der Tankdecke und zwei Decks im hinteren Bereich der Schiffe sind in der Höhe deutlich eingeschränkt. Das oberste Ro-Ro-Deck ist als Wetterdeck nach oben offen. Es ist im hinteren Drittel der Schiffslänge von den Decksaufbauten überbaut. Für den Ladungsumschlag stehen auf beiden Seiten drei Pforten in den Seitenwänden der Schiffe zur Verfügung. Hier können landseitige Rampen angelegt werden, über die die Schiffe be- bzw. entladen werden. Die Schiffe können rund 550 Trailer und 300 Pkw befördern. Für Ladungseinheiten mit temperaturgeführter Ladung sind 200 Anschlüsse vorhanden.
Die Back der Schiffe ist gedeckt. Sie dient gleichzeitig als Wetterschutz für das dahinterliegende Wetterdeck. Der Rumpf der Schiffe ist eisverstärkt. An Bord können 35 Personen untergebracht werden. Die übliche Besatzungsstärke beträgt 22 Personen.

## Schiffe
| Orca-Klasse  | Orca-Klasse | Orca-Klasse | Orca-Klasse                                   |
| Bauname      | Baunummer   | IMO-Nummer  | Kiellegung Stapellauf Ablieferung             |
| ------------ | ----------- | ----------- | --------------------------------------------- |
| Midnight Sun | 490         | 9232278     | 9. Oktober 2001 26. Mai 2002 15. April 2003   |
| North Star   | 491         | 9232280     | 3. Juni 2002 4. Dezember 2002 18. August 2003 |